# O Pai da Menina Morta
O Pai da Menina Morta é um romance brasileiro escrito por Tiago Ferro e publicado pela editora Todavia em 2018.
O livro é uma autoficção, na qual Ferro narra seu processo de luto por sua filha de oito anos, que falecera em 2016 decorrente de influenza B (na época, o autor escreveu um longo texto sobre o assunto na revista Piauí). Embora seja inspirado em sua situação, a obra se posiciona como um romance ficcional, especialmente pelo fato do protagonista não receber um nome. A narrativa é fragmentada e combina textos escritos como entradas de diário, listas, e-mails, mensagens de WhatsApp, diálogos e contos curtos protagonizados por pais famosos que também perderam filhos, como Carlos Drummond de Andrade, Gilberto Gil e Eric Clapton.
Em 2019, o livro ganhou o Prêmio São Paulo de Literatura na categoria "Melhor Romance de Ficção de Estreia" e o Prêmio Jabuti na categoria "Romance".